# Allow Me to Reintroduce Myself
Allow Me to Reintroduce Myself é o segundo extended play (EP) da cantora sueca Zara Larsson. Foi lançado exclusivamente nos países escandinavos em 5 de julho de 2013, através do TEN Music Group e da Universal Music. O primeiro e único single do álbum, "She's Not Me", foi lançado em 26 de junho de 2013. Este foi o último EP de Larsson antes de seu álbum de estreia 1 (2014).

## Desempenho comercial
O EP não conseguiu figurar em nenhuma parada. No entanto, "She's Not Me (Pt. 1)" alcançou a posição 21 nas paradas suecas e foi certificada como ouro no país.

## Alinhamento de faixas
| Allow Me to Reintroduce Myself |                        |                                                       |                |         |  |
| N.º                            | Título                 | Compositor(es)                                        | Produtor(es)   | Duração |  |
| 1.                             | "DarkSide"             | Raphael Judrin Pierre-Antoine Melki Ross Golan        | soFly and Nius | 3:52    |  |
| 2.                             | "Love Again"           | Marcus "Mack" Sepehrmanesh Robert Habolin Gavin Jones | Habolin        | 2:54    |  |
| 3.                             | "She's Not Me" (Pt. 1) | Mack Joel Humlen                                      | Mack Naiv      | 2:52    |  |
| 4.                             | "She's Not Me" (Pt. 2) | Mack Humlen                                           | Mack Naiv      | 2:48    |  |
| 5.                             | "Cash Me Out"          | David Dawood Makeba Riddick Mark Pellizzer            | Dawood         | 3:25    |  |
| Duração total:                 | Duração total:         | Duração total:                                        | Duração total: | 15:51   |  |